# Mustaj Karim
Mustaj Karim, in russo Мустай Карим?, in baškiro: Мостай Кәрим, nato Mustafa Safič Karimov (in russo Мустафа Сафич Каримов?, in baškiro: Мостафа Сафа улы Кәримов, traslitterato Mostafa Safa ulı Kärïmov; Kljaševo, 20 ottobre 1919 – Ufa, 21 settembre 2005), è stato un poeta, scrittore e drammaturgo russo di lingua baškira.
Fu insignito di vari premi e riconoscimenti tra i quali: Eroe del lavoro socialista, premio Lenin, premio di Stato dell'URSS.